# Auguste Diacono

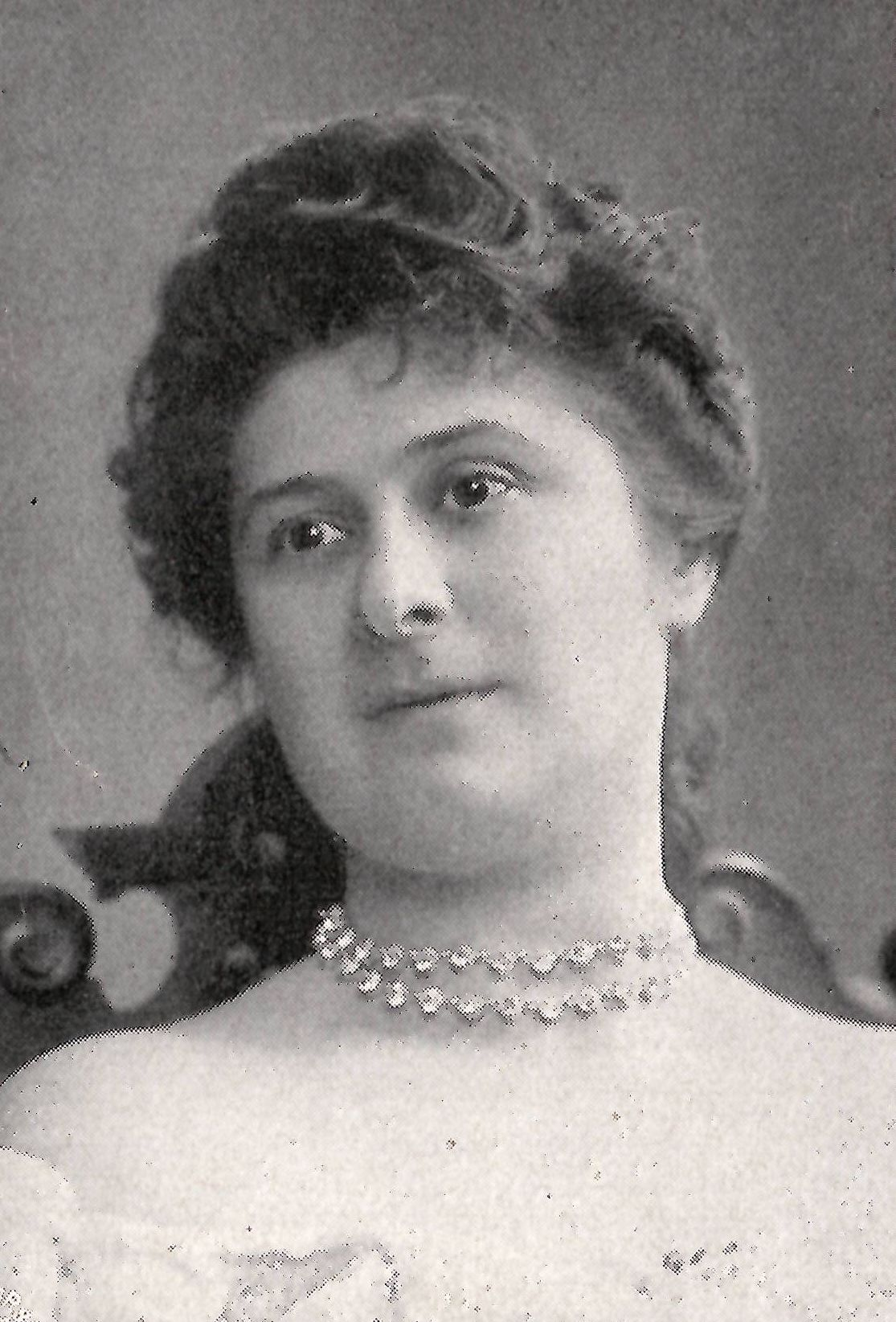
Auguste Diacono, fotografiert von Wilhelm Höffert

Auguste Diacono (1863 in Berlin – 1945) war eine deutsche Theaterschauspielerin.

## Leben
Diacono hatte im Mai 1877, als ihr Vater, ein höherer Postbeamter, als Postdirektor, zuerst in Berlin, dann in Alsen, nach Lothringen versetzt wurde, die Gelegenheit während einer Reise des deutschen Kaisers durchs Land in Diedenhofen ein Huldigungsgedicht vorzutragen:
Willkommen, großer Kaiser, in unserer alten Stadt,

Wo Kaiser Karl der Große auch einst geweilet hat.

Wie jetzt nach langen Jahren man stolz es rühmen mag,

So wird nach über tausend man preisen diesen Tag.

Das war ein Tag der Freude, voll Glanz und Sonnenschein,

Der deutsche Kaiser Wilhelm zog damals bei uns ein.

Der große Hohenzoller, der tapfre Held im Streit,

Im Frieden der Begründer von Deutschlands goldner Zeit.

So wie der Kaiser ward nie ein Fürst geliebt,

Sein Ruhm durch alle Zeiten, durch alle Herzen zieht.
Seit dieser Zeit übte sie sich ununterbrochen im Deklamieren. Dabei wurde man auf ihr Talent aufmerksam und ihre Tante Auguste von Bärndorf kam nach Diedenhofen und entschloss sich, sie bei sich aufzunehmen und ihr Schauspielunterricht zu erteilen.
Auf diese Weise ausgebildet debütierte sie im November 1879 als „Leonie“ im Damenkrieg, als „Marianne“ in den Geschwistern und „Annaliese“ im gleichnamigen Drama am Dresdner Hoftheater als Gast. Ein fester Vertrag folgte. Seit dieser Zeit wirkte sie ununterbrochen bis 1929 in Dresden. In diesem Jahr wurde sie, nach 50-jähriger Zugehörigkeit zur Dresdner Bühne, pensioniert.